# Referendum sulla vendita delle Indie occidentali danesi
Il referendum sulla vendita delle Indie occidentali danesi si tenne il 14 dicembre 1916 per chiedere alla popolazione della Danimarca se desiderava che le Indie occidentali danesi fossero vendute agli Stati Uniti d'America in cambio di 25.000.000 di dollari oro alla Danimarca (circa 360.000.000 di dollari attuali).
Al referendum non furono ammessi gli abitanti delle Indie occidentali danesi, ma un referendum non ufficiale voluto da David Hamilton Jackson il 31 marzo 1917 nell'isola di Saint Croix 4.027 votarono a favore del passaggio agli Stati Uniti d'America e solo 7 votarono contro.
Il referendum era comunque non vincolante.

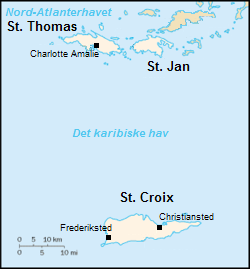
Mappa delle Indie occidentali danesi.

## Risultati
| Opzione   |                                                                          | Percentuali |
| --------- | ------------------------------------------------------------------------ | ----------- |
| Sì        | 283.670                                                                  | 64,20%      |
| No        | 158.157                                                                  | 35,80       |
| Totale    | 441.827                                                                  | 100%        |
| Affluenza | ?                                                                        |             |
| Esito     | Vittoria del Sì; vendita delle Indie occidentali danesi agli Stati Uniti |             |